# آندرانیک (فیلم)
آندرانیک فیلمی از حسین مهکام، محصول سال ۱۳۹۶ است. این فیلم که دومین تجربهٔ کارگردانی حسین مهکام محسوب می‌شود در بخش بازار سی و ششمین دورهٔ جشنواره جهانی فیلم فجر حضور داشت و در سال ۱۳۹۷ در گروه هنر و تجربه سینماهای ایران به نمایش درآمد.

## بازیگران
| بازیگر           | نقش                |
| رضا بهبودی       | کشیش پطروس آرمنیان |
| سعید چنگیزیان    | سروان شاهرختاش     |
| الهام کردا       | سونیا              |
| آندرانیک خچومیان | یوریک              |
| مهدی غفوری       | سرباز              |
| بهزاد اردلان     | سرباز              |
| محسن کوهی        | سرباز              |